# Васильев, Юрий Маркович
Ю́рий Ма́ркович Васи́льев (26 ноября 1928, Москва — 30 июня 2017, Москва) — советский и российский цитолог, профессор, член-корреспондент РАН (1991; член-корреспондент АН СССР с 1990).

## Биография
Родился 26 ноября 1928 года в Москве. Мать — врач, к.м.н. Надежда Сергеевна Васильева (1898—1935), дочь С. Н. Васильева (1870—1949) и Екатерины Алексеевны, урождённой Абрикосовой (1878—1902). Окончил 1-й Московский медицинский институт им. И. М. Сеченова (1949). Доктор медицинских наук (1962), профессор (1963).
Заведующий лабораторией механизмов канцерогенеза Российского онкологического научного центра им. Н. Н. Блохина РАМН c 1962 по 2000-е гг.; с 1963 по 2006 годы — профессор кафедры вирусологии биологического факультета МГУ и руководитель группы клеточных регуляций в Институте физикохимической биологии им. А. Н. Белозерского МГУ. Профессор Ратгерского университета в США. Приглашенный лектор более чем в 20 университетах США, Великобритании и Израиля, приглашенный лектор многих международных конференций.
Член-корреспондент АН СССР c 15.12.1990 — Отделение биохимии, биофизики и химии физиологически активных соединений (клеточная биология).
В течение многих лет совместно с И. М. Гельфандом изучал механизмы движений нормальной и опухолевой клетки. Вместе с Гельфандом в 1967-70 гг. проводил занятия по молекулярной биологии и генетике во «Второй школе». Принимал участие в биологическом семинаре И. М. Гельфанда.
Ю. М. Васильев — член Научного совета по злокачественным новообразованиям при РАН и РАМН, член Научного совета по клеточной биологии и иммунологии РАН, вице-президент Общества клеточной биологии РАН.
Член редакционных коллегий и советов журналов:
- «Цитология»;
- «Бюллетень экспериментальной биологии и медицины»;
- «Cytoskeleton»;
- «International Journal of Cancer и Differentiation».

Скончался 30 июня 2017 года. Похоронен на Востряковском кладбище Москвы (участок 37).

### Семья
Ю. М. Васильев — правнук Алексея Ивановича Абрикосова, российского предпринимателя из рода Абрикосовых.
- Дочь — Елена (род. 24 апреля 1954) главный внештатный специалист кардиолог Мосгорздрава, Главный врач ГБУЗ «ГКБ им. И. В. Давыдовского ДЗМ», д. м. н., профессор[9][10].

## Научная деятельность
Исследования по биологии нормальных и опухолевых клеток, в том числе молекулярных механизмов реорганизации цитоскелета. Ю. М. Васильев впервые выявил роль системы микротрубочек в определении формы и направленных движений клеток и показал роль актин-миозиновой сократимости в генезе и динамике адгезионных структур (фокальных контактов с матриксом и межклеточных контактов) для нормальных и трансформированных онкогенами клеток; при опухолевых трансформациях нарушения генома приводят к изменениям организации цитоскелета, которые определяют наиболее опасные свойства злокачественных опухолей — инвазию и метастазирование. В одном из обзоров функции микротрубочек клетки, выявленные Ю. М. Васильевым, были названы «интеллектом цитоплазмы».

### Основные публикации
- J. M. Vasiliev and I. M. Gelfand. Neoplastic and normal cells in culture, Cambridge University Press, Cambridge, 1981 (Русская версия — «Наука», Москва, 1981; перевод на китайский язык — Beijing 1984);
- A. D. Bershadsky and J. M. Vasiliev. Cytoskeleton, Plenum Press, New York, 1988;
- J. M. Vasiliev and I. M. Gelfand. Mechanisms of morphogenesis in cell cultures, 1977. Int. Rev. Cytol., 101: 159—274;
- Перестройки молекулярной морфологии эпителиальных и соединительнотканных клеток в нормальных морфогенезах и при канцерогенезе. 2008, Биохимия (Москва) 73:656-61;
- О присутствии фактора, обеспечивающего прививаемость в фильтрате асцитной карциномы Эрлиха (1956);
- Использование моноклональных антител к белкам цитоскелета и внеклеточного матрикса в онкологических исследованиях (1988);
- J. M. Vasiliev et al. Effect of colcrmid on the locomotory behaviour of fibroblasts, J. Embryol. Exper. Morphol. 1970, 24: 625—640. Эта работа Ю. М. Васильева и соавт. была признана Международным институтом научной информации в США «классической по цитированию» (англ. сitation classic)[11].